# Csesznek
Csesznek (tedesco: Zeßnegg, croato: Česneg e slovacco: Česnek) è un comune nella contea di Veszprém, Ungheria. Il villaggio è molto conosciuto perché ospita, sul suo territorio, il castello medioevale di Csesznek.
Il castello medioevale di Csesznek fu costruito all'incirca nel 1263 dal barone Jakab Cseszneky che era lo scudiero del re Béla IV. Il barone e i suoi discendenti presero il nome dal castello. Tra il 1326 e il 1392 fu un castello reale, fin quando il re Sigismondo lo offrì alla famiglia Garai in cambio del Banato di Macsó.
Nel 1482 la discendenza maschile dei Garais si estinse e il re Mattia Corvino donò il castello alla famiglia Szapolyai. Nel 1527 il barone Bálint Török lo occupò. Durante il sedicesimo secolo le famiglie Csábi, Szelestey e Wathay ebbero il possesso di Csesznek. Nel 1561 Lőrinc Wathay respinse con successo l'assedio dei Turchi. Tuttavia, nel 1594 il castello fu occupato dalle truppe turche, ma già nel 1598 gli ungheresi lo recuperarono.
Nel 1635 Dániel Esterházy acquistò il castello ed il villaggio ed a partire da quel tempo Csesznek rimase proprietà della famiglia Esterházy fino al 1945.
Oggi il castello è in fase di recupero e ristrutturazione, ma comunque accessibile ai turisti. Dalle sue mura si ha un'ottima vista di una vasta parte della Selva Baconia.